# Distribution quasi-stationnaire
Une distribution quasi-stationnaire est une distribution mathématique qui décrit le comportement d'une chaîne de Markov absorbante avant que l'absorption n'ait lieu.

## Définition et propriétés en temps discret
Soit {\displaystyle (X_{n})} une chaîne de Markov sur l'ensemble des entiers naturels {\displaystyle \mathbb {N} }. Supposons que l'état 0 soit absorbant[C'est-à-dire ?] et la chaîne soit absorbée en 0 presque sûrement. Soit {\displaystyle T_{0}=\inf\{n\geq 0,X_{n}=0\}} le temps d'absorption en 0. On dit qu'une probabilité {\displaystyle \nu } sur {\displaystyle \{1,2,3,...\}} est une distribution quasi-stationnaire si pour tout {\displaystyle j\geq 1} et pour tout {\displaystyle n\geq 1}, 
{\displaystyle \sum _{i\geq 1}\nu _{i}\mathbb {P} (X_{n}=j|X_{0}=i,T_{0}>n)=\nu _{j}.}
On dit qu'une probabilité {\displaystyle \mu } sur {\displaystyle \{1,2,3,...\}} est une limite de Yaglom si pour tout {\displaystyle i\geq 1} et tout {\displaystyle j\geq 1}, 
{\displaystyle \lim _{n\to \infty }\mathbb {P} (X_{n}=j|X_{0}=i,T_{0}>n)=\mu _{j}.}
Une limite de Yaglom est une distribution quasi-stationnaire. Si elle existe, la limite de Yaglom est unique. En revanche, il peut y avoir plusieurs distributions quasi-stationnaires.
Si {\displaystyle \nu } est une distribution quasi-stationnaire, alors il existe un nombre réel {\displaystyle \rho (\nu )\in ]0,1[} tel que 
{\displaystyle \sum _{i}\nu _{i}\mathbb {P} (T_{0}>n|X_{0}=i)=\rho (\nu )^{n}}.
Soit {\displaystyle \theta (\nu )=-\log \rho (\nu )}. Alors pour tout {\displaystyle \theta <\theta (\nu )}
{\displaystyle \sum _{i}\nu _{i}\mathbb {E} (e^{\theta T_{0}}|X_{0}=i)<\infty .}
Le nombre {\displaystyle \theta ^{*}=\sup\{\theta :\mathbb {E} (e^{\theta T}|X_{0}=i)<+\infty \}} ne dépend pas de {\displaystyle i}. C'est le taux de survie du processus. S'il existe une distribution quasi-stationnaire, alors {\displaystyle \theta ^{*}>0}.
Soit {\displaystyle P} la matrice de transition de la chaîne de Markov et {\displaystyle Q=(P_{i,j})_{i,j>0}}.  Si {\displaystyle \nu } est une distribution quasi-stationnaire, alors {\displaystyle \nu Q=\rho (\nu )\,\nu .}. Donc {\displaystyle \nu } est un vecteur propre à gauche avec une valeur propre dans l'intervalle {\displaystyle ]0,1[}.

## Définition et propriétés en temps continu
Soit un processus de Markov {\displaystyle (X_{t})_{t\geq 0}} à valeurs dans  {\displaystyle E}. Supposons qu'il y ait un ensemble mesurable {\displaystyle F} d'états  absorbants et posons {\displaystyle G=E\setminus F}. Notons {\displaystyle T} le temps d'atteinte de  {\displaystyle F}. Supposons que {\displaystyle F} soit atteint presque sûrement : {\displaystyle \forall x\in {\mathcal {X}},\mathbb {P} (T<\infty |X_{0}=x)=1}.
Une  probabilité {\displaystyle \nu } sur {\displaystyle G} est une distribution quasi-stationnaire si pour tout ensemble mesurable  {\displaystyle B} dans {\displaystyle G},{\displaystyle \forall t\geq 0,\int _{G}\mathbb {P} (X_{t}\in B|X_{0}=x,T>t)\,\mathrm {d} \nu (x)=\nu (B)}
Si {\displaystyle \nu } est une distribution quasi-stationnaire, alors il existe un nombre réel {\displaystyle \theta (\nu )>0} tel que {\displaystyle \int _{G}\mathbb {P} (T>t|X_{0}=x)\,\mathrm {d} \nu (x)=\exp(-\theta (\nu )t)}.

## Exemple
Soit {\displaystyle (X_{t})} une chaîne de Markov en temps continu sur un espace d'états fini {\displaystyle I}, de générateur {\displaystyle Q}. Soit {\displaystyle J} un sous-ensemble absorbant de {\displaystyle I}. Notons {\displaystyle K=I\setminus J} et {\displaystyle R=(Q_{i,j})_{i,j\in K}}. Supposons que {\displaystyle R} soit une matrice irréductible. Supposons aussi qu'il existe {\displaystyle i_{0}} tel que {\displaystyle (Q\mathbf {1} )_{i_{0}}<0}, où {\displaystyle \mathbf {1} } est le vecteur (1,...,1). D'après le théorème de Perron-Frobenius, il existe une unique valeur propre {\displaystyle -\theta <0} de la matrice {\displaystyle R} avec un vecteur propre à gauche {\displaystyle \nu } dont toutes les composantes sont {\displaystyle >0} et normalisé de sorte que {\displaystyle \sum _{i\in K}\nu _{i}=1}. Alors {\displaystyle \nu } est l'unique distribution quasi-stationnaire. De plus, pour tout {\displaystyle i,j\in K}, 
{\displaystyle \theta =-\lim _{t\to \infty }{\frac {1}{t}}\log \mathbb {P} (X_{t}=j|X_{0}=i).}

## Historique
Les travaux de Wright sur la fréquence des gènes en 1931 et de Yaglom en 1947 sur les processus de ramification contenaient déjà l'idée des distributions quasi-stationnaires. Le terme de quasi-stationnarité appliqué aux systèmes biologiques a ensuite été utilisé par Donald Barlett en 1957, qui a ensuite forgé le terme « distribution quasi-stationnaire ».
Les distributions quasi-stationnaires faisaient également partie de la classification des processus tués donnée par Vere-Jones en 1962. La définition pour les chaînes de Markov à espace d'états fini a été donnée en 1965 par Darroch et Seneta.